# Chilly Friday
Chilly Friday é uma banda groenlandesa de rock formada em 2000.

## Integrantes
- Malik Kleist – vocal
- Henrik Møller Jensen – baixo
- Alex Andersen – bateria
- Angunnguaq Larsen – guitarra

## Discografia
- 2000: Inuiaat 2000
- 2001: Saamimmiit Talerpianut
- 2004: Tribute
- 2006: M/S Kalaallit Nunaat